# Graz
Graz (hrvatski: Gradac, Štajerski Gradac, slovenski: Gradec), statutarni i drugi grad po stanovništvu i veličini u Austriji.
Ima oko 280.800 stanovnika, od kojih su preko sedam tisuća Hrvati. Glavni je grad savezne države Štajerske, prostire se na oko 127 km². Smješten je u predalpskom prostoru, na sjevernom rubu Gradačkog polja (Grazer Feld). Kroz grad teče rijeka Mura. Ona je u ranijim razdobljima bila značajan gospodarski čimbenik kao prometnica. Graz se razvio uz važnu prometnicu između talijanskog i panonskog prostora na prijelazu preko Mure. Ta se prometnica križala s cestom koja je iz njemačkih vodila u hrvatske krajeve. Takav križišni položaj rano je utjecao na razvoj trgovine i obrta. Graz je danas, na tragu te tradicije, poznat po velesajmu koji se održava svako proljeće i u jesen. Grad je industrijsko te gospodarsko središte južnog dijela Austrije.
2003. bio je europski glavni grad kulture.

## Povijest
Graz se prvi put spominje 1128. godine, a tada su ga naseljavali pretežno slavenski stanovnici. U 12. stoljeću je počeo proces kolonizacije južnoalpskog prostora. Izvorište kolonista bilo je njemačko govorno područje. S jačanjem obrta i trgovine dolazi do doseljavanja bavarskih kolonista u podgrađe koje se ubrzano razvijalo. Oni su postupno potisnuli slavenske starosjedioce. To je osim iz brojnih dokumenata vidljivo i u nazivu jer se jedno vrijeme mjesto nazivalo Bavarski Gradec (Bayrisch-Grätz). Ipak je u gradskoj toponimiji bila i dalje jasno vidljiva slavenska osnova na koju se postupno nadograđivalo njemačko govorno nazivlje.
U 12. stoljeću, vrijeme grofa Otokara III. Traungovca, postao je glavni grad Štajerske. Pripadnik obitelji Habsburg Leopold III. proglasio je 1379. godine štajerski Gradec-Graz prijestolnicom svoje države. Car Fridrik III. je deset godina iz Graza kao prijestolnice vladao Svetim Rimskim Carstvom. Car Ferdinand I. je svom sinu Karlu II. dao na upravu unutarnjoaustrijske zemlje (Štajerska, Koruška, Kranjska i Istra), a on je 1564. godine odabrao Graz za glavni grad zemalja kojima je vladao. U Grazu, koji je tada imao 30.000 stanovnika, došlo je do izgradnje reprezentativnih zdanja. Karla je naslijedio sin Ferdinand koji je kasnije postao car. On je izgradio poznati mauzolej kraj katedrale u kojem je pokopan. Nakon njega Graz je prestao biti prijestolnica. U tom značajnom razdoblju je u Gradcu bio 1608. osnovan hrvatski kolegij, koji je djelovao do 1624., kad se preselio u Beč.
Potkraj 16. stoljeća Graz je postao središtem zapovjedništva koje je zapovijedalo i hrvatskim područjem - Slavonskom vojnom krajinom. Iz grada se zapovijedalo glavnim utvrdama Varaždin, Koprivnica, Križevci i Ivanić. Zanimljivo je da su u spomenutim utvrdama od 16. do 18. stoljeća zapovjednici bili najčešće časnici podrijetlom iz Graza i njegove štajerske okolice. Od 16. do 20. stoljeća mnogo je hrvatskih studenata studiralo u Grazu pa i danas ima relativno brojna hrvatska studentska zajednica u ovom gradu.
Godine 1849. u Grazu je osnovana poznata orguljarska Umjetnička radionica Heferer, koja od 1868. djeluje u Hrvatskoj.
Graz je bio proglašen europskim glavnim gradom kulture za godinu 2003.

## Stanovništvo
Podatak iz 1900. godine govori da je Graz tada imao 168.808 stanovnika. U prvoj popisnoj godini nakon Drugog svjetskog rata, 1951., grad je imao 226.476 stanovnika. Proteklih desetak godina, nakon 2001., bilježi se vrlo malen porast, a prema podacima iz 2009. godine u Grazu je živjelo 255.354 stanovnika.
Međutim, iskazana brojka vrijedi samo za stanovnike koji Graz imaju prijavljen kao primarnu lokaciju na kojoj stanuju, dok još nešto više od 35.000 ljudi Graz prijavljuje kao drugo mjesto stanovanja.
Gradska aglomeracija ima nešto više od 320.000 stanovnika.

## Gospodarstvo
Najvažnije gospodarske djelatnosti su turizam (posebno je zanimljiv veliki božićni sajam za vrijeme adventa), poljoprivredna gospodarstva (uzgoj svinja, ovaca i sl.), trgovina (maloprodaja i veleprodaja) te poslovi vezani za automobilsku industriju.

## Obrazovanje
U Grazu postoji 6 sveučilišta, s ukupno 50.000 studenata, od čega više od 80% čine stranci. To Graz čini drugim najvećim obrazovnim središtem u Austriji, nakon Beča. Sveučilište Graz (Universität Graz) najveće je sveučilište i ima 28.500 studenata, dok je na drugom mjestu Tehničko sveučilište (Technische Universität), koje ima 11.500 studenata.

## Znamenitosti
Povijesno središte Graza je upisano na UNESCO-ov popis mjesta svjetske baštine u Europi 1999. godine kao primjer skladnog suživota tipičnih građevina iz različitih povijesnih razdoblja i umjetničkih stilova. Kako je smješten na sjecištu različitih utjecaja, kao što su srednjoeuropski, talijanski i balkanskih zemalja, Graz ih je apsorbirao u jedinstvenu gradsku panoramu. Danas u starom gradu ima preko 1000 građevina različitih stilova, od gotičkih do modernih. 
Ostale znamenitosti su:
- Schloßberg brdo je u samom središtu Graza. Uzdiže se oko 120 m iznad grada. Osim kule sa satom, koja je simbol grada, na brdu nalaze se i bunar dubok 98 metara i niz raznih građevina. Posjetitelji se mogu voziti žičarom. Nekoliko staza i cesta također vodi do brda.
- Kunsthaus Graz ("Kuća umjetnosti") muzej je moderne umjetnosti koji su dizajnirali Peter Cook i Colin Fournier, a nalazi se pored rijeke Mure.
- Murinsel ("Otok na Muri") umjetni je otok od čelika s kavanom, otvorenim kazalištem i igralištem, koji je dizajnirao američki arhitekt Vito Acconci.
- Bazilika Mariatrost iz 1724. godine kasnobarokna je crkva na istočnom rubu grada.
- Crkva Srca Isusova (Herz Jesu Kirche) iz 1887. godine je najveća crkva u Grazu koja ima 3. najviši toranj u Austriji u neogotičkom stilu (109 m).
- Kalvarija na Göstingu s crkvom je procesijsko mjesto iz 17. stoljeća na sjeverozapadnom rubu grada. U njegovoj blizini su ostaci dvorca (Ruine Gösting) s kojeg se pruža najbolji pogled na cijeli grad.
- Bolnica LKH-Universitätsklinikum iz 1904. – 12. godine najveća je bolnica u Grazu, ali i najveći secesijski kompleks u Austriji.

- Dvorac Eggenberg
- Crkva Srca Isusova
- Zgrada Sveučilišta u Grazu
- Kunsthaus u Grazu noću
- Murinsel noću
- Rijeka Mura u središtu grada
- Hotel Weitzer

## Gradovi prijatelji
Graz je zbratimljen sa sljedećim gradovima:
| - Coventry (Velika Britanija), od 1948. - Montclair (SAD), od 1950. - Groningen (Nizozemska), od 1965. - Darmstadt (Njemačka), od 1968. | - Trondheim (Norveška), od 1968. - Pula (Hrvatska), od 1972. - Trst (Italija), od 1973. - Maribor (Slovenija), od 1987. | - Pečuh (Mađarska), od 1989. - Dubrovnik (Hrvatska), od 1994. - Zadar (Hrvatska) - u fazi potpisivanja |

## Vanjske poveznice
- www.graz.at
- www.graztourismus.at